# 12312 Väte
För andra betydelser, se Väte (olika betydelser).
12312 Väte eller 1992 EM8 är en asteroid i huvudbältet som upptäcktes den 2 mars 1992 av UESAC vid La Silla-observatoriet. Den är uppkallad efter Väte socken på Gotland.
Asteroiden har en diameter på ungefär 7 kilometer.